# Abdou Traoré
Abdou Traoré (Bamako, 1988. január 17. –) mali válogatott labdarúgó, jelenleg a Bordeaux játékosa.

## Sikerei, díjai
Girondins Bordeaux
- Francia bajnok (1): 2008–09
- Francia kupagyőztes (1): 2012–13